# Phlox nana
Phlox nana är en blågullsväxtart som beskrevs av Thomas Nuttall. Phlox nana ingår i släktet floxar, och familjen blågullsväxter. Inga underarter finns listade i Catalogue of Life.

## Bildgalleri

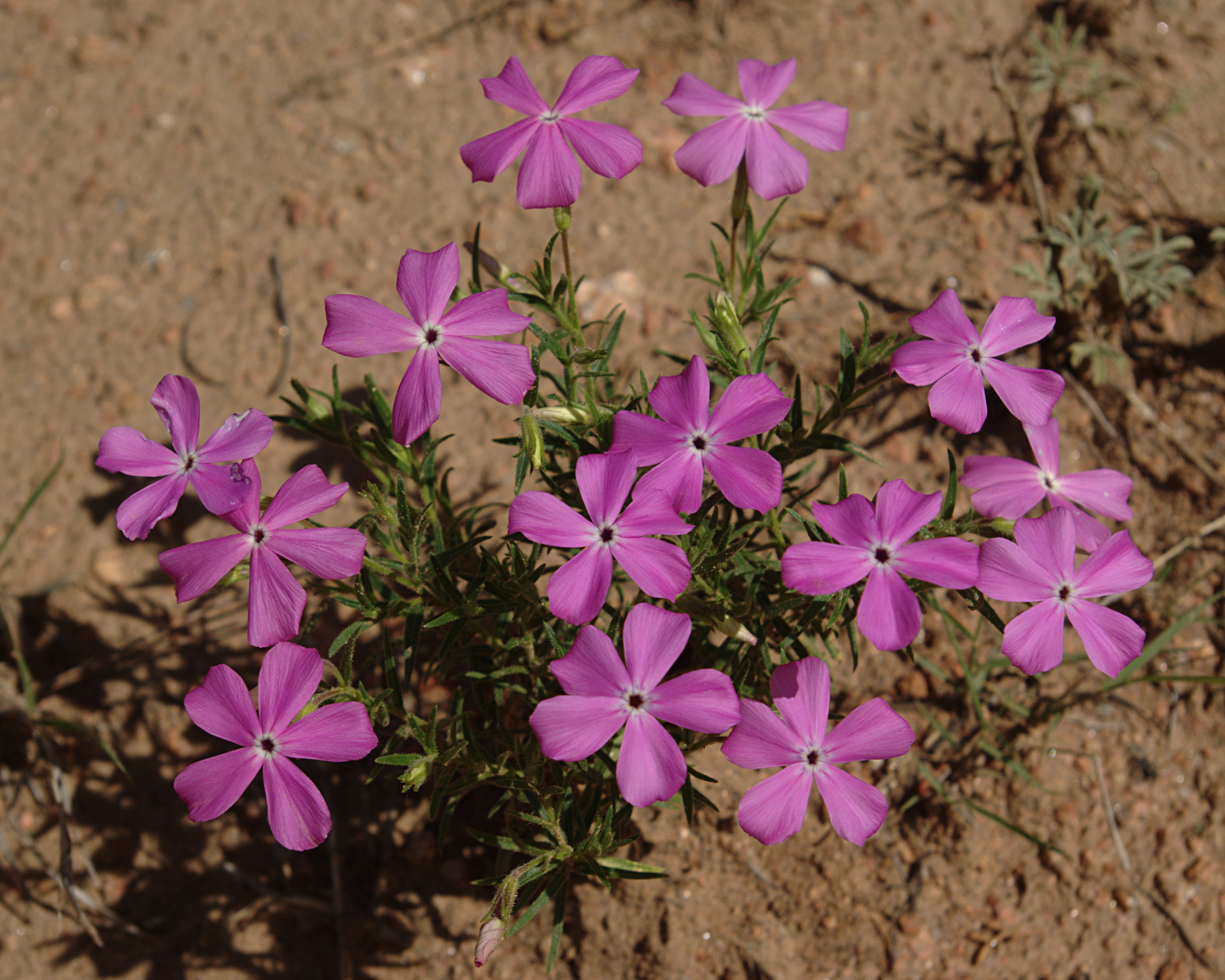